# Cathédrale de Lausanne
La cathédrale de Lausanne, anciennement cathédrale Notre-Dame de Lausanne,, est l'un des principaux monuments gothiques en Suisse. Vouée au culte protestant depuis 1536, elle domine la ville vaudoise de Lausanne, en Suisse. La paroisse fait partie de l'Église évangélique réformée du canton de Vaud.
Pendant de nombreuses années, la cathédrale de Lausanne a été pourvue d'orgues de faible qualité par rapport à l'importance de l'édifice. Pour remédier à cette lacune, les Grandes orgues Fisk sont inaugurées en 2003. Orgue moderne, conçu pour jouer les différents styles du répertoire pour orgue et dont le buffet est imaginé par Giorgetto Giugiaro, les Grandes orgues de la Cathédrale sont le plus grand orgue de Suisse.
De manière continue depuis 1405, la cathédrale abrite un guet dans le beffroi. Historiquement chargé d'assurer une surveillance de la ville (ex : incendie) et d'annoncer les heures à la criée, ce service est toujours en activité (visites et annonces des heures). En 2021, la première guette est nommée officiellement par les autorités municipales.

## Histoire

### Fondation
Remplaçant plusieurs édifices religieux successifs antérieurs (dès le VIe siècle), la cathédrale de Lausanne est un bâtiment édifié en pierre de taille (grès tendre dit molasse), de style gothique, commencé vraisemblablement sous l'épiscopat de Landry de Durnes (1160 à 1174), et achevé vers le milieu du XIIIe siècle, soit à l'époque où la région, excepté la ville qui dépendait de l'évêché, était rattachée au comté de Savoie. Elle fut consacrée à la Nativité de la Bienheureuse Vierge Marie sous le vocable « Notre-Dame » le 20 octobre 1275 en la présence du pape Grégoire X, de l'évêque de Lausanne Guillaume de Champvent et de l'empereur Rodolphe de Habsbourg.
Au Moyen Âge, elle devint un haut lieu de pèlerinage marial : 70 000 personnes environ s'y rendaient chaque année pour vénérer la statue miraculeuse de la Vierge, alors que Lausanne ne comptait que quelque 7 000 habitants.

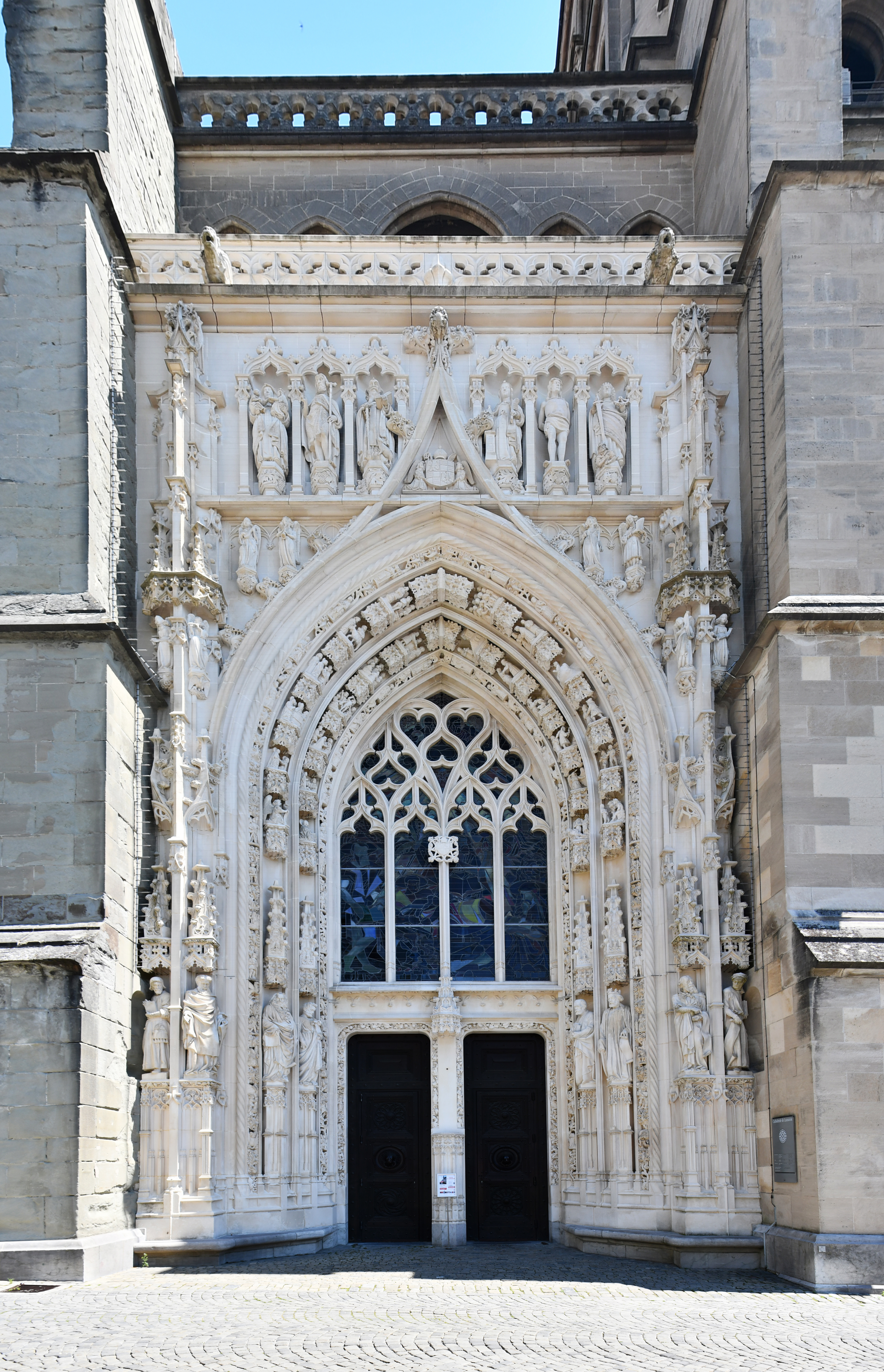
Portail occidental, ou portail Montfalcon, dès 1515 (entièrement restauré et complété en 1892-1909, avec trumeau à niche vide, la statue de la Sainte-Vierge n'ayant pas été acceptée par la ville).

La construction de la cathédrale de Lausanne eut lieu de 1170 à 1235 environ. C'est la grande époque des constructions de cathédrales en Europe occidentale : l'une des plus célèbres, celle de Chartres (1194-1220), est ainsi contemporaine de la cathédrale de Lausanne. Si les premiers travaux furent effectués dans le style roman, les maîtres d'œuvre successifs adoptèrent très rapidement pendant les décennies qui suivirent le style gothique, plus conforme à l'évolution de l'architecture du temps. Le chevet est ainsi daté de la fin du XIIe siècle-début du XIIIe siècle et serait l'œuvre du Maître de Lausanne, attesté dans les sources d'archives. La nef et le portail peint sont achevés vers 1230, alors que le massif occidental est sans doute terminé, avec moins de moyens, pour la consécration solennelle de 1275. La dernière étape est attribuée au maître d'œuvre Jean Cotereel, d'origine anglo-normande sans doute, qui importe des formes caractéristiques du style gothique anglais. Elle connut au cours de son histoire deux incendies importants, le premier le 17 août 1235 et le second peu avant 1320, qui engendrèrent dans les deux cas des dégâts considérables.
L'antipape Félix V y est intronisé le 23 juillet 1440.
Peu avant la Réforme, l'évêque Aymon de Montfalcon entreprend de grands travaux. Il supprime le passage routier qui « perçait » l'église transversalement, afin de relier la Cité-Dessus et la Cité-Dessous et qui divisait l'édifice en deux parties distinctes (massif occidental / nef et chœur), dorénavant réunis en un seul espace. L'ancien porche occidental, largement ouvert, est fermé par un grand portail de style gothique flamboyant, édifié dès 1515 mais reste inachevé à la Réforme (la statuaire en particulier est lacunaire). Dans son état actuel, il date en grande partie de la restauration intégrale de 1892-1909. Nouvelle restauration avec nettoyage en douceur en 2017.

### Quelques évêques importants de l'Église catholique
- Saint Maire d'Autun (Saint Maire ou Sanctus Marius) : 573-593[10].
- Saint Prex (Saint Protais ou Sanctus Prothasius) : vers 652.
- Saint Henri de Lenzbourg : 985-1019.
- Saint Amédée de Clermont : 1145-1159.
- Landri de Durnes : 1160-1174.

### Réforme protestante
Les Bernois prennent le contrôle des terres de la principauté épiscopale de Lausanne en 1536. Ils y organisent en octobre de la même année une dispute théologique à laquelle ils convoquent l'ensemble du clergé catholique. Au terme de celle-ci, ils décrètent vainqueur le camp protestant et émettent des édits de réformation rendant illégal le culte catholique. La cathédrale passe ainsi à la Réforme et l'évêque, Sébastien de Montfalcon, en est chassé.
La cathédrale connut à cette époque des déprédations importantes dues aux Bernois, au grand dam des Conseils de la ville, dont notamment la destruction du cloître et de la plupart du mobilier précieux du chœur et des chapelles. Plus de cinquante statues de saints en bois et deux œuvres de première importance furent ainsi détruites ou vendues : le retable d'argent (env. 64 kilos) en forme de triptyque du maître-autel (1474) de l'orfèvre Charles Humbeloz de Dijon, offert par l'évêque Georges de Saluces, rehaussé de couleurs par le peintre Pierre Spicre et surtout la statue miraculeuse en argent doré de la « Vierge trônant avec l'Enfant » debout sur ses genoux (XIIe siècle), célèbre et vénérée dans toute l'Europe médiévale. Elle pesait environ 6,5 kilos et comportait des ornements en argent et une couronne en or et en pierres précieuses. Ces deux pièces majeures furent fondues en juin 1537 à Berne. L'église du Saint-Rédempteur à Lausanne possède cependant une copie assez fidèle du XVe siècle de cette statue, en bois polychrome, sauvée par les chartreux de la Valsainte.
Du riche trésor de la chapelle Notre-Dame de Lausanne, seuls deux angelots sculptés offerts par l'évêque Benoît de Montferrand (1476-1491) ont survécu (Musée d'histoire de Berne). Les manuscrits précieux, quant à eux, furent pour la plupart rachetés par la ville de Fribourg et sont déposés actuellement à la BCU de cette ville.
On déplore également la perte du maître-autel de calcaire noir poli de Saint-Triphon, emporté en hiver 1561 à la Collégiale protestante Saint-Vincent de Berne où il se trouve aujourd'hui encore. Les riches tapisseries du chœur furent également confisquées (conservées au Musée d'histoire de Berne). Notons que le jubé en calcaire noir (seules 7 colonnes ont subsisté) ainsi qu'une partie des stalles sculptées datant d'environ 1275 furent détruites dans le premier tiers du XIXe siècle, après l'incendie de la tour-lanterne qui les dominait (1825).
L’évêque et historien Jacques Stammler écrivait en 1902 : "Le trésor qui tomba ainsi dans les mains des Bernois fut empilé dans des tonneaux et mené à Berne sur dix-huit chars. Les écrivains modernes du canton de Vaud estiment à 125000 louis d'or, soit à la valeur actuelle de 2 500 000 francs l'importance de ce trésor, et cela sans les pierres précieuses, les tapisseries et les vêtements".
L'ensemble de la statuaire en pierre, hormis la statue décapitée de la Vierge avec l'Enfant en grès du narthex, fut par contre bien conservé. Il reste même d'importants fragments de polychromie architecturale à l'intérieur (notamment dans la chapelle Notre-Dame) et surtout sur les figures du « portail peint » (XIIIe siècle) dont la restauration fut achevée en 2007.

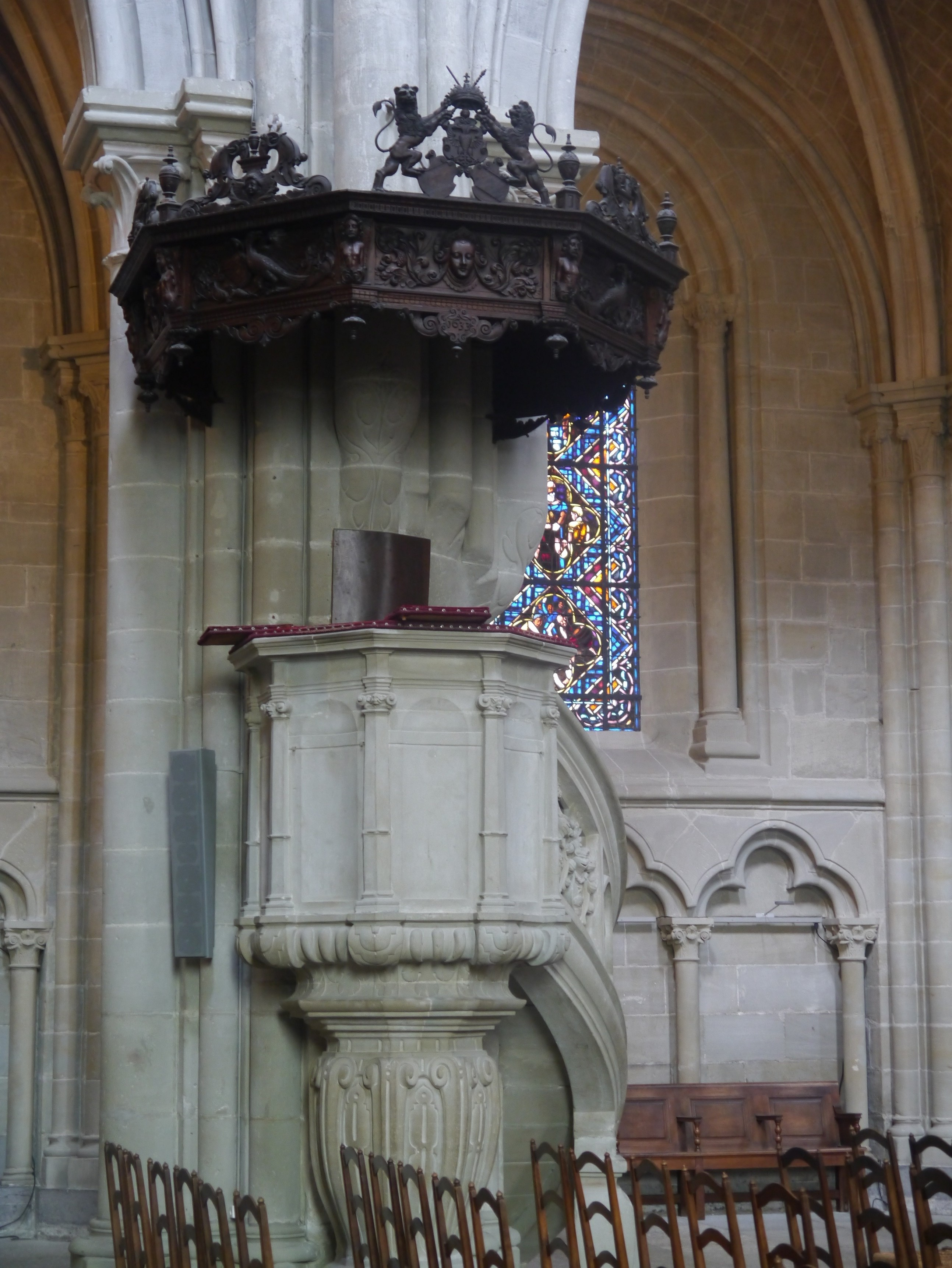
La chaire de 1633.

L'époque bernoise verra la réalisation de la chaire monumentale (1633) due aux artistes bernois Daniel Heintz II et Jörg Freymund. Dans le déambulatoire, un important ensemble de monuments funéraires date aussi de cette époque.

### Cathédrale contemporaine

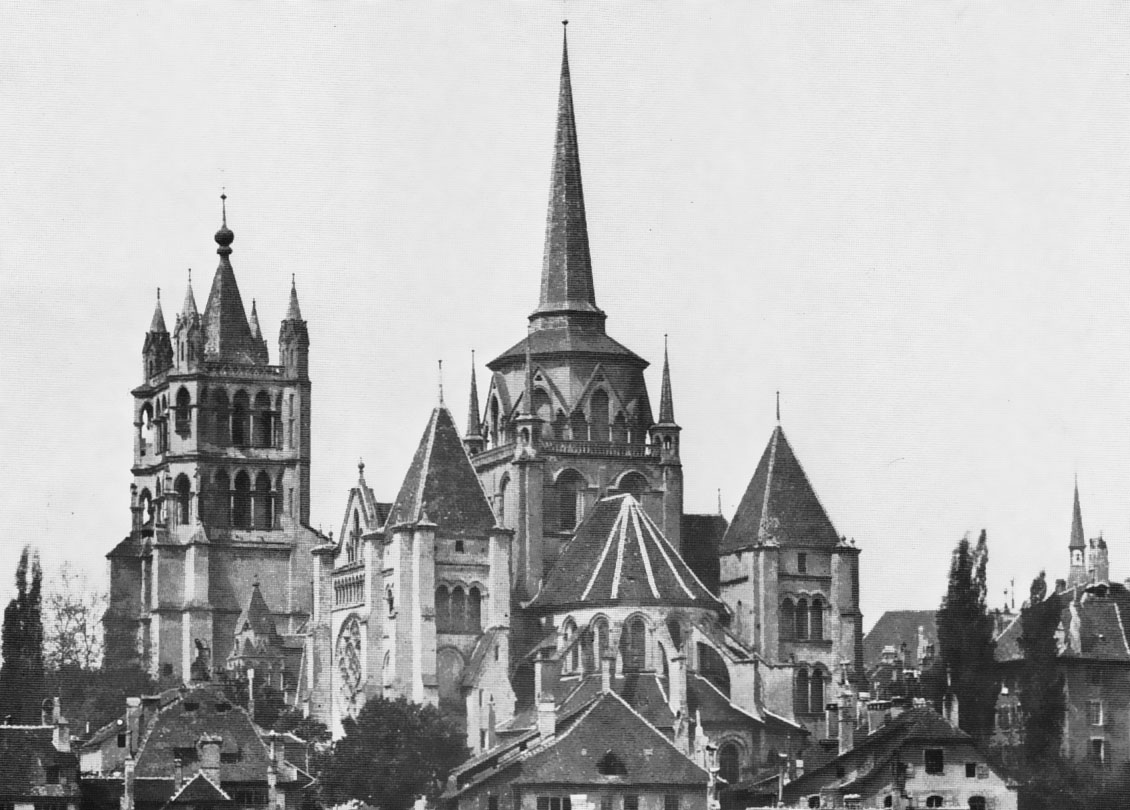
La cathédrale vers 1873 avec la flèche d'Henri Perregaux, remplacée ensuite par celle due à Eugène-Emmanuel Viollet-le-Duc.

Dès 1874, l'édifice a fait l'objet d'une restauration conduite par l'architecte Eugène Viollet-le-Duc, dont ce fut le dernier chantier (l'architecte mourut d'ailleurs dans la ville en 1879). Il restaura notamment le couronnement de la tour-lanterne, remplaçant l'ancienne flèche de 1825-1827, qui avait été construite par Henri Perregaux, la sauvant sans doute de l'effondrement. Un long chantier de restauration caractérise les années 1890-1910, réalisé en grande partie selon le programme de Viollet-le-Duc. Sur la façade occidentale, il faut signaler par ailleurs la reconstruction complète, entre 1892 et 1909, du grand portail, dit aussi portail Montfalcon, dont la sculpture a été réalisée par Raphaël Lugeon.
Au XXe siècle, les restaurations se succèdent avec régularité, sous la direction de la Commission technique de la Cathédrale, créée en 1898, ; le beffroi est ainsi presque entièrement repris en pierre de Morlay dans les années 1940-1960 ; dans les années 1970-2000, les deux transepts, la nef et le portail peint sont l'objet de travaux d'envergure. La restauration de la tour-lanterne, entre 1989 et 1995, sera suivie par les spécialistes de l'Europe entière : il s'agit de l'une des premières « restauration des restaurations » à une époque où l'action de Viollet-le-Duc est réévaluée à sa juste valeur. Alors que les autorités vaudoises conservent cet apport, au même moment, on dérestaure les parties de la basilique Saint-Sernin de Toulouse dues au célèbre architecte, causant une polémique mémorable. Le cas de Lausanne est alors cité en exemple d'une nouvelle perception de l'histoire des restaurations. À cette occasion, un nouveau coq est dessiné par le sculpteur Gaspard Delachaux qui crée également huit mascarons pour remplacer les sculptures décorant la tour lanterne, créées par Viollet-Leduc, trop endommagées pour être restaurées,.
Un nouveau cycle de restauration de l'édifice est lancé au début des années 2010 par l'État de Vaud pour une durée de cinq ans et un coût de vingt millions de francs ; la tour inachevée, le chœur et la toiture de la cathédrale sont en particulier concernés par ces travaux.
Rattachée désormais à la paroisse de Chailly-la Cathédrale, la cathédrale protestante accueille régulièrement des célébrations œcuméniques, ainsi que des manifestations culturelles (concerts). Quelques messes ont été également autorisées et célébrées ces dernières années.
Le 10 avril 2013, l'Église évangélique réformée du canton de Vaud met à jour le logo et le site internet de la cathédrale afin d'augmenter le rayonnement et la visibilité de cette dernière.
Le bâtiment est inscrit comme bien culturel suisse d'importance nationale.
Le 28 mai 2020, une délégation du Conseil d'État vaudois annonce la poursuite de rénovations ainsi que le remplacement des chaises en vannerie (en place depuis 1912) par des bancs au dossier réversible.

## Dimensions
- Longueur totale hors œuvre : 99,75 m
- Longueur du transept hors œuvre : 42,10 m
- Hauteur de la tour du beffroi : 67,50 m
- Hauteur de la tour-lanterne : 79,60 m (restaurée par Viollet-le-Duc)

### Fouilles archéologiques
La cathédrale de Lausanne a fait l'objet de diverses fouilles archéologique évoquées dans un ouvrage de synthèse paru en 1975.

#### Trouvailles archéologiques
Amulette d’Abraxas. En 1910, l'archéologue Albert Naef découvre dans une tombe située sous le chœur, une curieuse amulette d’Abraxas, à savoir une croix en argent dont l’inscription évoque la formule magique « Abracadabra ». On la date du VIIIe siècle,.

## Architecture

### Description générale

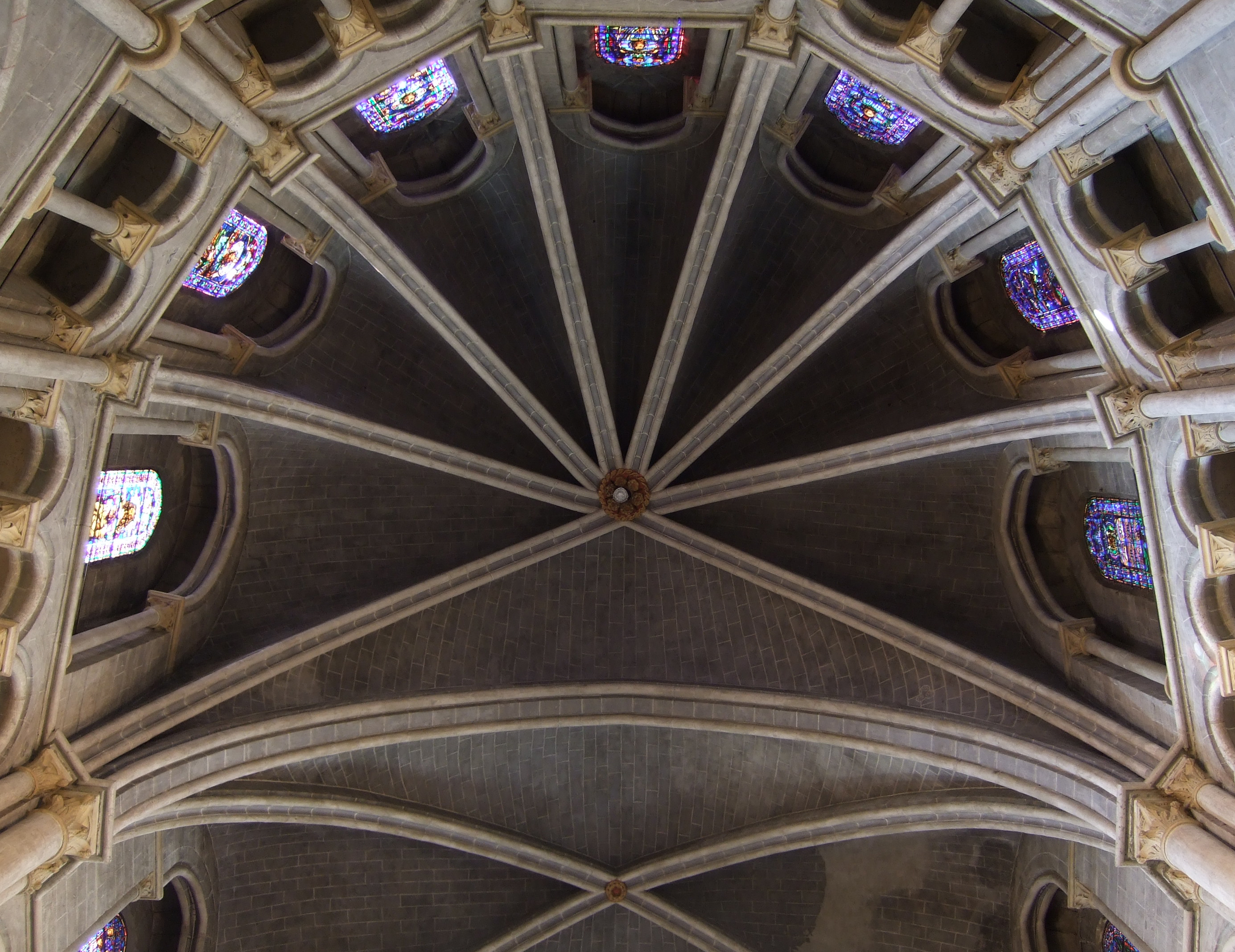
La voûte de l'abside et son décor peint (faux appareil de pierre) datant du XIIIe siècle.

La cathédrale de Lausanne juxtapose plusieurs projets successifs, bien que le chantier ait été relativement bref (moins de 80 ans sans doute). Un premier chevet (vers 1160) prévoyait déjà un chœur à déambulatoire comme l'actuel, mais avec des chapelles rayonnantes rappelant celles de l'abbaye de Saint-Denis près de Paris (dès 1140). Ce projet est rapidement remplacé par un second, plus traditionnel dans son plan (déambulatoire annulaire à unique chapelle rayonnante, axiale) et dans son style (partie basse aux caractéristiques romanes, notamment les arcatures portées par des pilastres cannelés et des chapiteaux végétaux, certains de très belle qualité.

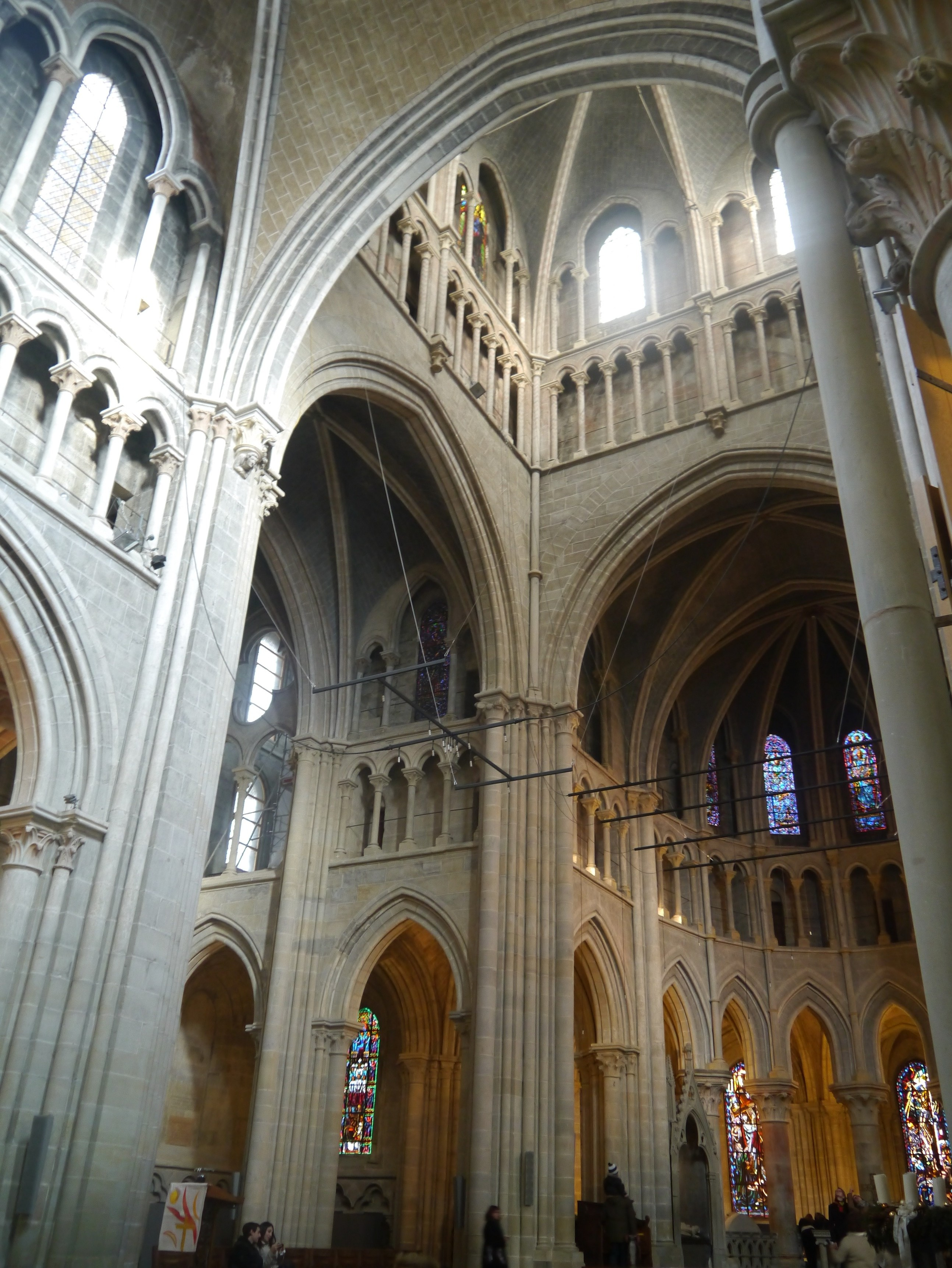
La croisée du transept, le chœur et la tour-lanterne, caractérisés par la double paroi diaphane d'origine anglo-normande.

Sans doute vers 1190, un nouveau projet attribuable au Maître de Lausanne, est mis en chantier. Il prévoit un chevet très vaste avec deux croisillons flanqués de tours ainsi qu'une tour-lanterne marquant la croisée. D'un point de vue stylistique, cette étape marque son adhésion aux formes du gothique du nord de la France et de l'Angleterre : les liens avec Sens, Laon et Canterbury notamment sont flagrants. Plusieurs dispositifs apparaissent comme uniques : l'asymétrie des deux croisillons (au sud, la façade pignon est percée d'une rose ; au nord, de fenêtres rectangulaires), le système de doublement des parois (dites diaphanes) selon le principe anglo-normand, mais ici traité avec originalité (arc pendant du transept nord), systématisation de l'élévation à trois niveaux, même dans la tour-lanterne, etc. L'unité de la composition est tout à fait remarquable et fait de la cathédrale de Lausanne l'un des édifices gothiques les plus originaux de sa génération, en dehors de l'Île-de-France, synthèse aboutie de différentes tendances.
La nef devait compter trois doubles travées, typiques de l'architecture gothique de la fin du XIIe siècle, comme en témoigne encore la double travée qui devance la tour-lanterne ; toutefois, déjà à la fin du XIIe siècle ou au début du XIIIe siècle, peut-être même avant l'arrivée du maître d'œuvre Jean Cotereel, le parti est modifié pour celui, plus moderne, des travées barlongues. Ce changement de parti a impliqué le renforcement des piles faibles par des supports posés en avant, côté nef, qui les doublent. La « grande travée » est une autre particularité lausannoise : Marcel Grandjean a pu démontrer que cette étrange travée (qui équivaut à une travée et demi, au niveau des voûtes) était à l'origine occupée au niveau du sol par un passage routier qui traversait la cathédrale transversalement. Ce passage, sans doute voûté, supportait une large tribune où aurait dû se situer, sans doute, la chapelle de pèlerinage de la Vierge miraculeuse ; ce dispositif expliquerait l'ampleur exceptionnelle des escaliers à vis montant dans les tours au niveau de cette tribune. Sans doute, la chapelle, située depuis le début du XIIIe siècle dans la chapelle sise au rez-de-chaussée de la tour de transept sud, n'a pas été déplacée, rendant en partie inutile cette chapelle haute. En revanche, le passage routier existe jusqu'au début du XVIe siècle ; il disparaît au moment des grands travaux menés par Aymon de Montfalcon. On notera que ce dernier a eu le souci tout à fait inédit de respecter le style de l'édifice ancien dans les deux parois-bouchon qui ont fermé l'ancien passage. Les parties basses copient ainsi les arcatures aveugles polylobées du XIIIe siècle ; seules les deux grandes fenêtres à remplages de style flamboyant trahissent leur époque. L'opération est toutefois clairement signalée par les armes de l'évêque, répétées à de très nombreuses reprises pour signaler son chantier.

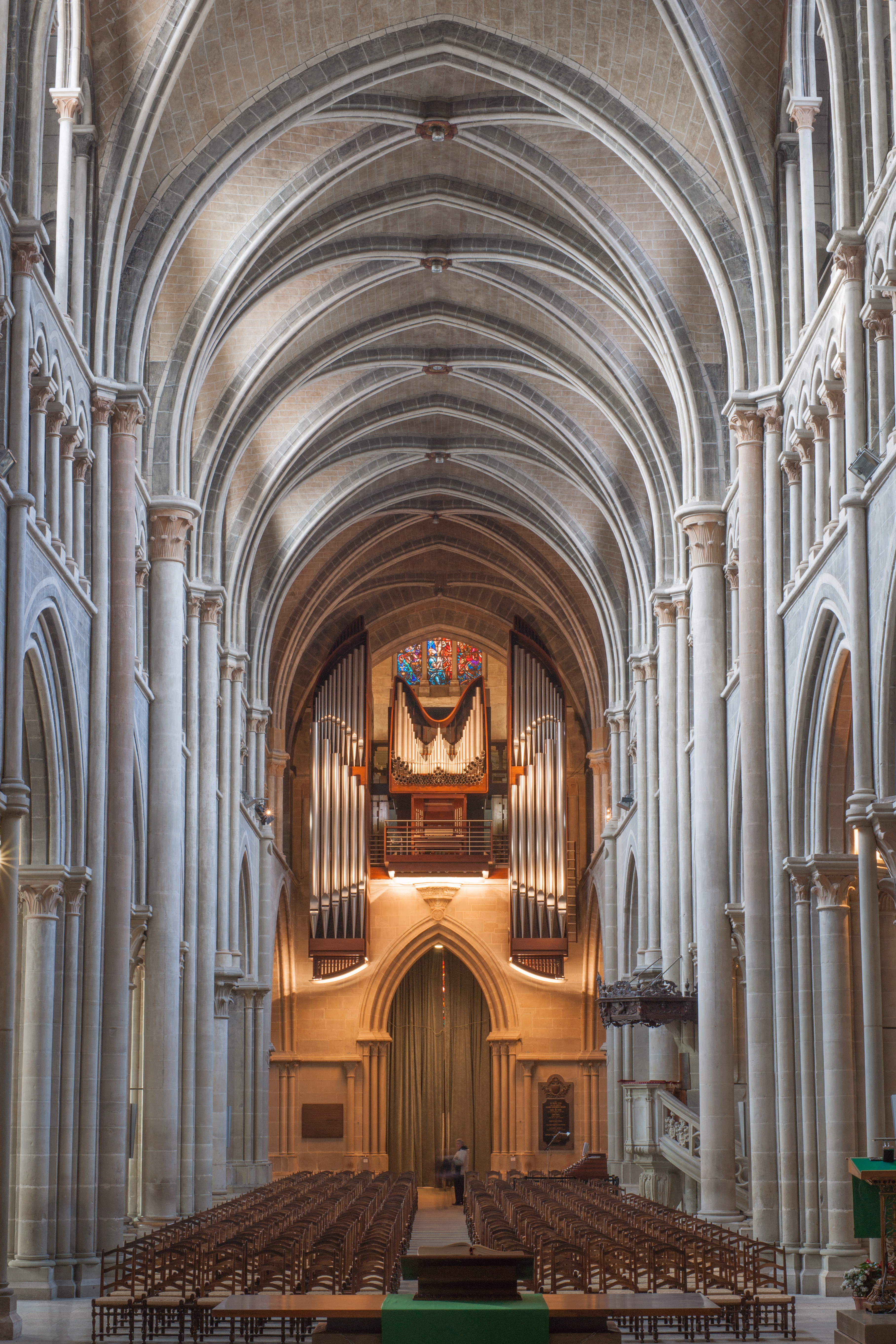
La nef de la cathédrale en direction de l'entrée avec les nouvelles orgues.

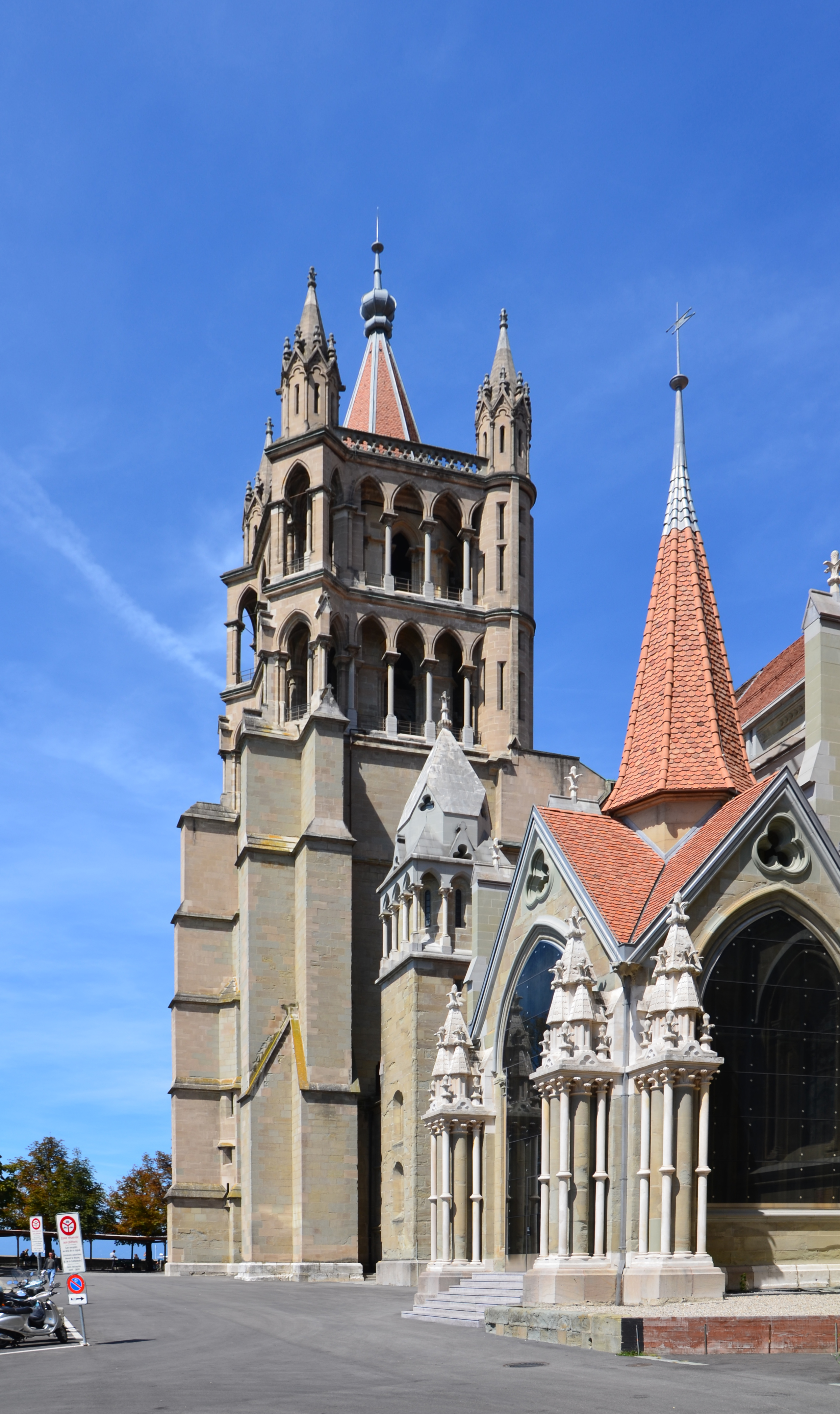
Le beffroi de la cathédrale et, au premier plan, le portail peint.

Le massif occidental qui forme à l'ouest comme un « arc de triomphe à la Vierge » est demeuré inachevé après la consécration de 1275. La tour nord manque ; la tour sud se caractérise par sa base très massive, très peu percée, et son couronnement qui reprend le principe du double mur qui marque tout l'esthétique de la cathédrale. La flèche ancienne a été remplacée après un incendie dû à la foudre en 1674, selon les plans de l'architecte bernois Abraham Dünz I. Au centre de la façade, l'ancienne grande porte qui donnait accès à l'étonnant vestibule aux deux absides latérales, s'est vu fermée au début du XVIe siècle par un grand portail commandé par Aymon de Montfalcon à Jean Contoz et François Magyn, Genevois d'origine faucignéranne.

### Portail peint

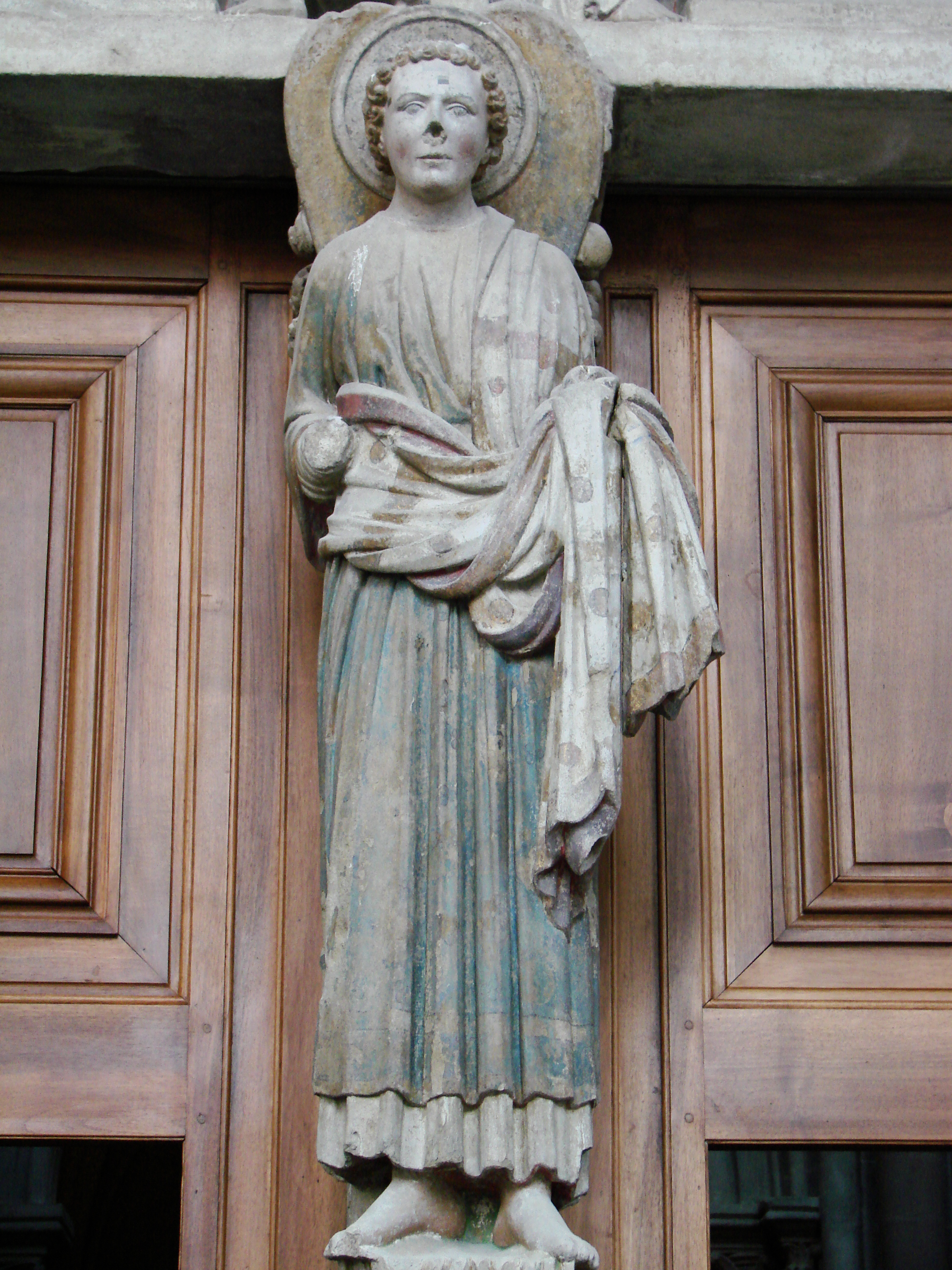
Portail peint, figure du trumeau (saint Michel ou archange Gabriel), montrant les importantes traces de la polychromie médiévale et les mutilations infligées lors de la Réforme.

Au flanc sud de la cathédrale, le portail peint constitue un joyau de la statuaire médiévale; il est daté des années 1220-1230 par les analyses archéologiques, historiques stylistiques. Des figures issues de l'Ancien et du Nouveau Testament encadrent le couronnement de la Vierge (dans le tympan), dominant sa Dormition et son Assomption. Le style de ces statues évoque notamment les portails de Sens et de Senlis. L'originalité du portail peint tient tant dans son type (portail latéral, conçu comme un porche ouvert) que dans la conservation exceptionnelle en Europe du décor polychrome et, d'un point de vue iconographique, dans la position modeste de la Vierge, la part belle étant faite au Christ en Gloire. C'est par cette entrée latérale que les milliers de pèlerins entraient dans l'édifice, alors que dans les autres édifices similaires contemporains, c'est la porte occidentale qui est utilisée.
Il a fallu 40 ans de travaux pour restaurer le portail peint et le rendre au public, avec une protection issue des plus récentes techniques architecturales. Les responsables de la restauration ont décidé de ne pas reproduire artificiellement toute la polychromie originale, en partie disparue, mais de préserver et renforcer celle qui subsistait.

### Rose duXIIIesiècle

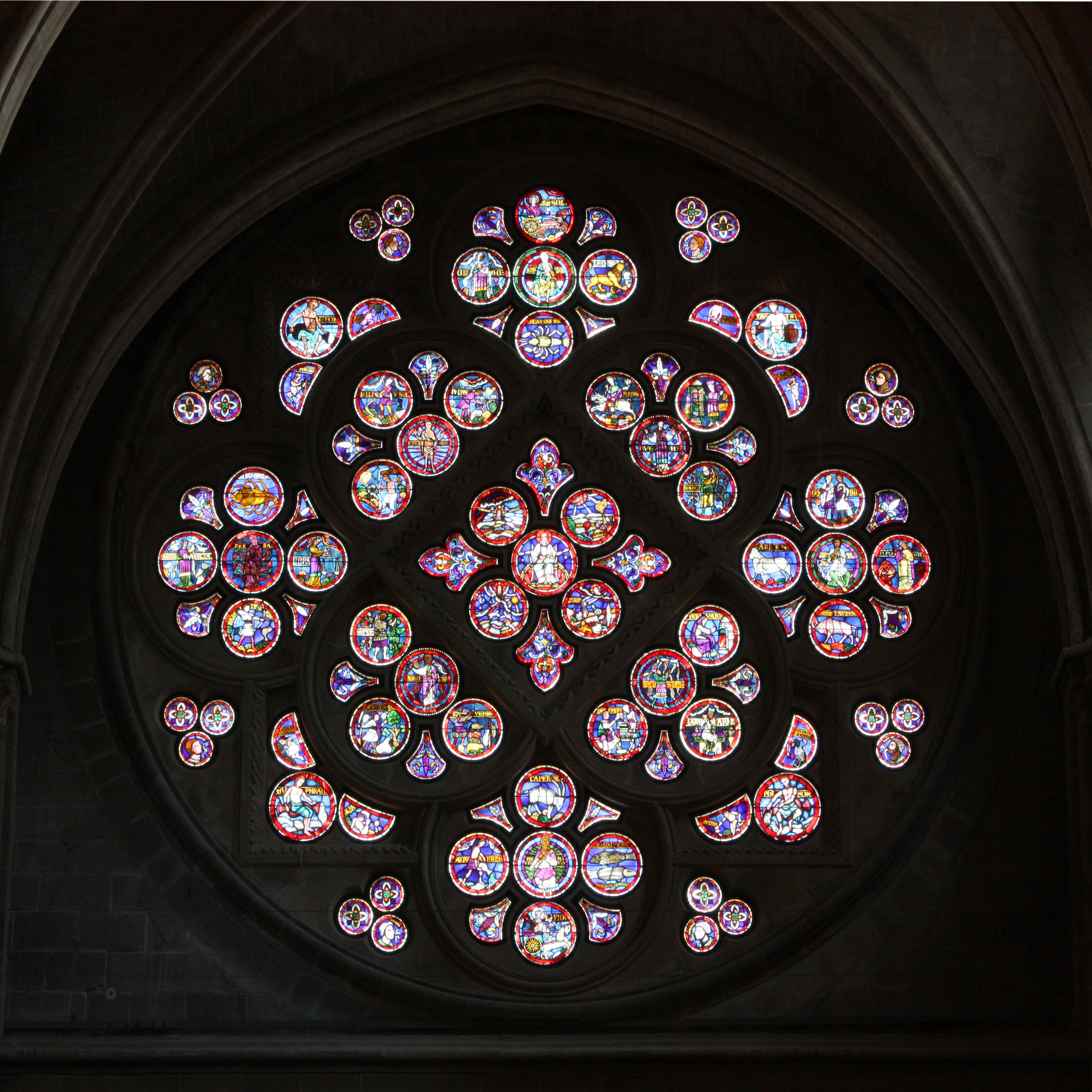
Rose de la cathédrale de Lausanne

La rosace de la cathédrale de Lausanne fut mise en œuvre vers 1205, soit antérieurement aux roses de Chartres. Ses vitraux du XIIIe siècle qui sont presque intégralement préservés participent largement de la renommée de la cathédrale. En forme de mappa mundi, Pierre d'Arras les a peints entre 1231-35. Un dessin de la rose se trouve dans le recueil de Villard de Honnecourt, vers 1220-1230. Une importante restauration du transept sud et de la rose a eu lieu en 1894-1909 ; le maître-verrier Edouard Hosch a recréé les quelques vitraux manquant dans le style du XIIIe siècle. C'est lui qui invente la figure de Dieu le père qui trône au centre de la rose, mais qui ne reproduit pas la disposition ancienne. À l'origine, ce carré central comportait certainement la figuration d'Annus (le dieu de l'année figuré par le Créateur), entouré de Sol (déplacé), Luna (déplacé), Dies et Nox (qui ne forment plus qu'un : Terra/Nox déplacé lui aussi dans la rosace).

### Vitraux duXIXeetXXesiècles
Le renouveau du vitrail religieux sensible dans la deuxième moitié du XIXe siècle a des conséquences sensible à la cathédrale. Une première étape, précoce, est à noter dans les années 1860 (vitraux héraldiques d'Alfred Gérente, 1866-1868, dans le bas-côté sud), puis en 1892 avec le grand vitrail de Paul Robert, « La Loi et la Grâce », dans la chapelle Montfalcon.
C'est toutefois à la suite de deux concours organisés en 1918-1919 et en 1928 qu'un véritable cycle de vitraux modernes remplace les anciennes vitres en verre blanc datant de l'époque réformée, replongeant l'église dans une ambiance plus colorée, plus sombre aussi, typique du goût de l'époque pour des atmosphères mystiques. Les artistes lauréat sont pour la plupart des protestants - Lous Rivier, François de Ribeaupierre, Charles Clément, Edmond Bille etc. - mais il faut compter aussi avec Alexandre Cingria, chantre du renouveau de l'art catholique, dont les œuvres susciteront - comme d'autres d'ailleurs (les quatre évangélistes de Marcel Poncet notamment) - de vives polémiques.

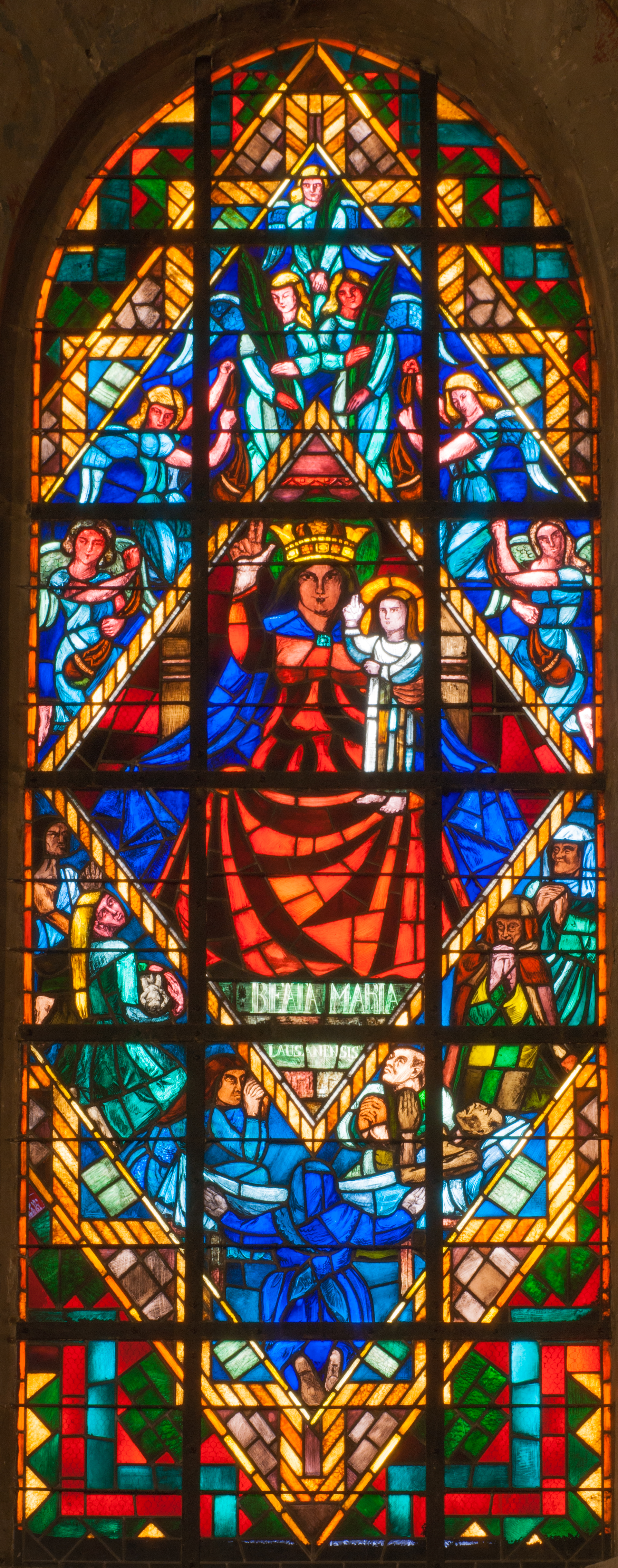
Chapelle de la Vierge, vitrail de Charles Clément figurant Notre Dame de Lausanne, 1932

L'ensemble ainsi constitué est unique en son genre en Suisse romande par sa qualité et sa diversité. Aux vitraux néo-chartrains de Rivier et de Ribeaupierre, mosaïque brillante sur un plan de bleu profond, répondent les couleurs chaudes et vives de Cingria, les formes « cubistes » de Poncet, les figures sombres et grimaçantes de Bille. Cette intervention est fondamentale dans la définition actuelle de la cathédrale, assombrie par cet apport et rendue sans doute à une esthétique plus proche de celle du Moyen Âge qu'au temps des verres translucides posés peu à peu à l'époque bernoise.

### Monuments funéraires
La cathédrale a servi de nécropole aux évêques, aux membres du chapitre, à des nobles influents durant le Moyen Âge, puis, à l'époque bernoise, à des notables locaux ainsi qu'à des familles patriciennes. Plus de cinquante monuments subsistent, allant du IXe siècle au tout début du XIXe siècle. De cet ensemble, on peut noter quatre gisants d'évêques, non identifiés, des XIIIe et XVe siècles. L'imposant monument d'Othon Ier de Grandson († 1328), avec gisant de marbre de Carrare et baldaquin de style gothique rayonnant, a été érigé vers 1300. Sa position, à la limite externe du chœur, est inhabituelle pour un laïque, puisque cette zone est en principe réservée au clergé, ce qui montre le statut social exceptionnel du défunt. La forme et le développement remarquable de ce monument révèlent une « culture de cour » avec des influences anglaises aussi bien que françaises.
Le déambulatoire recèle par ailleurs plusieurs monuments funéraires en calcaire noir de Saint-Triphon de l'époque bernoise. Certains attribués au sculpteur d'origine française Louis Dupuis, bien attesté dans les sources d'archives pour ses travaux de sculpture à la cathédrale sous la direction de l'architecte Gabriel Delagrange (milieu du XVIIIe siècle), et un autre dû à Johann Friedrich Funk I, sculpteur bernois auteur de nombreux tombeaux dans l'ancienne République de Berne, montrant une figure de Chronos en albâtre. On doit au dessin de Michel-Vincent Brandoin et au ciseau de Jean-François Doret le sarcophage de la princesse russe Catherine Orlow (†1781), copie inspirée de celui de Jean-Jacques Rousseau à Ermenonville. Enfin, l'urne en marbre de Carrare de Henriette Canning (†1817), épouse du diplomate anglais Stratford Canning. Ce monument, achevé en 1825, est dû au sculpteur florentin Lorenzo Bartolini. Œuvre néoclassique de premier ordre, il figurant le profil idéalisé de la défunte.

### Plaques commémoratives
À l'entrée on peut trouver des plaques commémoratives.
- Incorporation du Pays de Vaud sous le nom de Canton du Léman dans la République helvétique (1798)

- Quatrième centenaire de la reformation (1936)

### Déambulatoire
Un déambulatoire entoure le chœur, rappelant que la cathédrale est une étape vers Saint-Jacques-de-Compostelle. C'est dans ce déambulatoire que se trouvent les tombes.
- Tombe du juriste et historien Charles Guillaume Loys de Bochat

- Tombe de Charlotte Christiane de Wallmoden Gimborn

La traduction du texte se trouve dans une description de 9 pages de l'an 1944 de Fréd. Th. Dubois :
« Charlotte Christiane, comtesse du Saint Empire Romain de Wallmoden Gimborn, issue de la noble famille de Wagenheim étant venue à Lausanne pour se remettre d'une longue maladie, ayant trouvé au lieu de la santé désirée une vie meilleure, laisse en ce lieu sa dépouille mortelle, tandis que son âme immortelle jouit des récompenses des vertus immortelles. Née à Hanovre le premier jour de mars 1740, elle est morte le 21 juillet 1783. »
- Tombe de Maria Elisabeth Locher, de laquelle il existe une affaire Locher[39]

- Tombe de Samuel Constant de Rebecque, grand-père de Jean-Victor de Constant-Rebecque

L'histoire de cette personne se trouve dans les Mémoires de la Commission départementale des monuments historiques du Pas-de-Calais (1899) :

La famille de Constant est, on le sait, originaire de Rebecque, canton d'Aire-sur-la-Lys, dont elle était seigneur, dès une époque reculée, ayant la maison de Lens. Son zèle pour la Réforme la mit en but aux persécutions religieuses. Jean Constant de Rebecque, convaincu d'hérésie, fut, à la demande de l'évêque de Thérouanne, expulsé de France, en 1466. Son château de Rebecque fut détruit, ses biens confisqués. La famille de Constant se réfugia alors en Angleterre, puis en Hollande et en Suisse. C'est d'elle que descendait celui dont nous transcrivons ci-dessous l'épitaphe. D'elle aussi était issu le célèbre orateur de la Restauration, Benjamin Constant. 
Samuel, lieutenant-général au service de la Hollande, était fils de David Constant de Rebecque, citoyen de Genève, qui a laissé plusieurs ouvrages philosophiques et politiques, et le père de l'autre Samuel Constant, ancien officier, auteur de divers romans, pièces de théâtre et livres de morale, l'ami de Voltaire.

### Porte
La porte Ouest de la cathédrale, au niveau du portail Montfalcon, est en bois renforcé de fer et signée « Ballenegger-Thévenaz menuis. » au ciseau à hauteur d'œil, et date de la restauration menée entre 1892 et 1906. Une menuiserie Ballenegger, un nom d'origine bernoise, existe depuis 1832 et elle est encore en activité de nos jours à Lausanne.

## Les orgues
Plusieurs orgues ont été installés à la cathédrale au cours de l'histoire. Dès le XVe siècle, des écrits mentionnent la présence d'un instrument dans l'édifice, sans que la date de son installation ne soit connue. En revanche, un nouvel orgue est installé en 1529. Toutefois, aucun détail sur les caractéristiques des deux instruments ne nous sont parvenus.
L'adoption de la Réforme protestante qui suit la conquête du pays de Vaud par le canton de Berne en 1536 modifie radicalement la pratique du culte. La musique d'orgue est prohibée pendant près de 2 siècles, conduisant à la destruction des instruments,.
En 1733, le facteur Samson Scherrer installe un instrument sur la tribune ouest de la cathédrale,. Utilisé régulièrement pour le culte à partir de 1743 avec la nomination de Jean Gründler comme premier titulaire, l'orgue Scherrer est joué jusqu'en 1901. L'instrument est typique du style baroque : les tuyaux sont apparents et le buffet ornementé dans ce style artistique.
Au tournant des XIXe et XXe siècles, l'orgue Scherrer de la cathédrale est abandonné et détruit. Abîmé des suites d'un entretien insuffisant et dépassé sur les plans technologique et artistique par des instruments plus modernes, il est remplacé par un nouvel instrument, un orgue Kuhn, en 1902. Le nouvel orgue est composé de 77 jeux et adapté au jeu d'un répertoire plus moderne. Toutefois, sa disposition en U sur la tribune supérieure de la nef, ceci afin de libérer la vue sur les vitraux de la façade, n 'est pas satisfaisante sur le plan acoustique. De plus, sa transmission pneumatique tubulaire ne convainc par les musiciens. L'organiste français Charles-Marie Widor refuse ainsi d'inaugurer l'instrument, lui reprochant sa trop faible qualité acoustique. Au cours des années 1950, la décision est prise de changer l'instrument,.
En 1955, un nouvel orgue Kuhn est installé sur la tribune supérieur de la nef. Désormais pourvu de 93 jeux sur 4 claviers et un pédalier, l'orgue n'a pas de buffet pour laisser la vue sur les vitraux. Afin de limiter les inconvénients acoustiques de cette absence, des pièces sont déplacées sur la tribune inférieure en 1965. L'orgue reste en service jusqu'à son remplacement en 2003. Il est alors vendu à la Philharmonie de la Baltique située à Gdansk,.
Un instrument plus modeste est installé dans la nef 1969, à l'opposé des Grandes orgues. Produit par les facteurs Armagni et Mingot, cet orgue doit assuré l'accompagnement en continuo des pièces impliquant un orchestre ou un chœur.
En 2003, un nouvel orgue est installé en remplacement du Kuhn. Conçu par le facteur américain CB Fisk et dessiné par le designer italien Giorgetto Giugiaro, l'instrument est muni de 6 claviers et d'un pédalier et dispose d'un total de 98 jeux et 111 registres. Un fernwerk est également ajouté en complément à l'instrument. Enfin, plusieurs technologies numériques sont insérées (ex : enregistrement MIDI) afin de favoriser la qualité du jeu des organistes et les improvisations. Cette configuration et ces éléments novateurs pour l'époque le rendent apte à jouer dans tous les styles (classique et symphonique français, baroque et romantique allemand). L'organiste titulaire est Jean-Christophe Geiser,,.

## Guet
La ville de Lausanne entretient toujours, et ceci depuis 1405 (les 600 ans du guet de Lausanne ont été fêtés en novembre 2005), un service de guet annonçant les heures, à la criée, de 22 heures à 2 heures du matin depuis le haut du beffroi. De 1992 à 2001, c'est Philippe Becquelin, alias Mix & Remix, dessinateur de presse à L'Hebdo, qui était chargé de crier aux quatre points cardinaux : « C'est le guet, il a sonné dix ». À l'origine, le guet avait pour mission d'alerter en cas d'incendie. Depuis 2002, c'est Renato Häusler qui occupe cette fonction. Le 16 août 2021, Cassandre Berdoz est devenue la première femme à exercer officiellement cette fonction comme guette auxiliaire auprès des cinq autres guets remplaçants du titulaire. Par le passé, il y a déjà eu des femmes qui ont remplacé de façon non officielle un titulaire, comme lors du lancement de la Grève des femmes du 14 juin 2019, ou l'histoire de Blanche Bovard, une femme qui, en 1922, remplaça au pied levé son père subitement décédé, mais sans reconnaissance des autorités lausannoises qui lui ont rapidement désigné un successeur,,.
En 2020, pendant la pandémie de COVID-19 en Suisse, le guet de la cathédrale a sonné la « cloche d'alarme » (utilisée au Moyen Âge pour donner l'alerte en cas d'incendie en ville) pour appeler la population à la solidarité.
| Noms               | Dates                                    |
| ------------------ | ---------------------------------------- |
| Alexandre Schmid   | Depuis janvier 2024                      |
| Renato Häusler     | Janvier 2002 - Décembre 2023             |
| Philippe Becquelin | Mai 1992 - janvier 2002                  |
| Arnaud Lebet       | Janvier 1991 - octobre 1991              |
| Willy Annen,       | 1958 (d'abord remplaçant) - janvier 1991 |
| René Mignot (fils) | 1949 -1960                               |
| Charles Mignot     | 1922 -1948                               |
| Jules Bovard       | 1880 - 1922                              |

## Éclairage extérieur
Les façades de la cathédrale sont illuminées la nuit depuis 1932, et fut le premier bâtiment public à Lausanne qui a été illuminé. En 1968, l'éclairage est changé. Les treize projecteurs braqués sur la cathédrale, qui fonctionnaient avec des lampes à incandescence et qui donnaient un éclairage blanc, sont adaptés pour permettre de fonctionner avec des lampes à vapeur de sodium, donnant par la suite une lumière jaune. La durée de vie des lampes est passées ainsi de 200-300 heures à 6 000 heures, permettant à la cathédrale d'être illuminée toute l'année, soit 2 000 heures, alors qu'auparavant elle était éclairée que pendant les fêtes ou la période touristique d'été. Vers la fin 2025, pour les 750 ans de la cathédrale, le système d’éclairage extérieur de la cathédrale sera remplacé. Les travaux débuteront en automne 2024. Ce nouvel éclairage offrira une nuance ambrée en début de soirée, passant à un blanc chaud, avant l’extinction au cœur de la nuit. Les galeries du beffroi et de la tour lanterne seront également magnifiées par une tonalité plus chaleureuse. Le concept permettra de réduire à la fois la pollution lumineuse, et près de 70% la consommation d’électricité. Le projet du bureau français L’Acte Lumière, à Sellières, qui a également réalisé la mise en lumière de la cathédrale Notre-Dame de Strasbourg, a été préféré parmi quinze autres entreprises,.
Dans un autre registre, une coutume datant de 1904, voit le beffroi s'illuminer de rouge pour le réveillon du Nouvel An.

## Évènements culturels

### Concerts d'orgue
Tout au long de l'année, la Cathédrale de Lausanne accueille des concerts d'orgue pour diverses occasions.
Durant la période estivale, un festival international d'orgue est organisé depuis 2020. De juillet à septembre, un concert hebdomadaire permet à un organiste reconnu internationalement de jouer sur les Grandes orgues Fisk.
Des concerts sont également organisés sur l'orgue de la Cathédrale dans le cadre de festivals lausannois autour de l'instrument. C'est ainsi que la biennale « Organopole » organisée principalement à l'église Saint-François recourt également au Grand orgue Fisk de la Cathédrale pour quelques représentations (les Organic Sundays).

### ConcertsToccata & Lux,Fantasia & LuxetOrganissima & Lux
Pour célébrer les anniversaires des Grandes orgues Fisk ou l'installation d'éléments complémentaires à l'instrument, des concerts spécifiques sont organisés. Imaginés par le titulaire de l'instrument Jean-Christophe Geiser, ces spectacles allient un récital d'orgue à des performances visuelles.
Pour les dix ans du Grand orgue en 2013, l'organiste s'associe avec l'artiste et scénographe Nicolas Wintsch. Les deux hommes créent le spectacle Toccata & Lux. Pendant le récital d'orgue, Nicolas Wintsch met en place une scénographie au cours de laquelle l'orgue est illuminé par différentes couleurs à l'aide de mapping vidéo.
En 2015, l'ajout du fernwerk à l'instrument est également marquée par le concert évènement Fantasia & Lux. Jean-Christophe Geiser et Nicolas Wintsch poursuivent leur collaboration et reprennent l'approche scénographique de Toccata & Lux sur un nouveau programme musical.
En 2023, la célébration des 20 ans de l'orgue Fisk donne lieu à une série de concerts intitulée Organissima & Lux. Le spectacle est conçu par Jean-Christophe Geiser et l'artiste Nicolas Hesslein. Celui-ci reproduit des techniques de mapping sur les Grandes orgues et la nef avec des technologies laser plus précises et réactives. Le spectacle rencontre du succès auprès du public,.